# Понорац Перјасички
Понорац Перјасички је насељено мјесто у општини Бариловић, на Кордуну, у Карловачкој жупанији, Република Хрватска.

## Историја
Понорац Перјасички се од распада Југославије до августа 1995. године налазио у Републици Српској Крајини. До територијалне реорганизације у Хрватској насеље се налазило у саставу бивше општине Дуга Реса.

## Становништво
Према попису становништва из 2011. године, насеље Понорац Перјасички је имало 17 становника.
| Националност       | 1991. | 1981. | 1971. | 1961. |
| Срби               | 50    | 74    | 89    | 103   |
| Хрвати             |       |       | 2     | 1     |
| Југословени        |       |       | 2     |       |
| остали и непознато |       | 2     | 1     |       |
| Укупно             | 50    | 76    | 94    | 104   |

| Демографија | Демографија | Демографија |
| Година      | Становника  | Становника  |
| ----------- | ----------- | ----------- |
| 1961.       | 104         |             |
| 1971.       | 94          |             |
| 1981.       | 76          |             |
| 1991.       | 50          |             |
| 2001.       | 20          |             |
| 2011.       |             | 17          |